# Кристоф, Анри
Анри Кристоф (гаит. креол. Anri Kristòf ; вероятно 6 октября 1767 — 8 октября 1820) — гаитянский военный и политический деятель, один из лидеров Гаитянской революции, позднее король Королевства Гаити. Правил под именем Анри I.
По происхождению бамбара, или игбо. Во время революции быстро стал одним из лидеров армии восставших, в 1805 году принимал участие в захвате  Санто-Доминго (ныне Доминиканская республика)
В 1806 году Кристоф создал на севере Гаити отдельное государство. 17 февраля 1807 года был избран президентом. В 1811 году провозгласил своё государство королевством, а себя — королём Анри I. Своего законного сына Жака-Виктора Анри он объявил наследником, а ближайшее окружение — наследственной аристократией.
В ходе своего правления построил крепость Ла-Ферьер, дворец Сан-Суси и множество других зданий. Ввёл в северном Гаити практику обязательных работ, чем обеспечил относительное экономическое процветание, основанное на плантационном хозяйстве и экспорте сахарного тростника, однако не смог создать стабильную социальную систему. В конце жизни, разбитый параличом, потерял контроль над армией, основой своей власти, и покончил с собой. После его смерти президент южного Гаити Жан-Пьер Буайе захватил королевство и объединил Гаити.

## До революции
Сведений о ранней жизни Анри Кристофа чрезвычайно мало. Место рождения точно неизвестно, возможно, он родился на о. Гренада или на о. Сент-Китс. Кристоф был сыном рабыни и свободного, также по имени Кристоф. В раннем возрасте был доставлен в качестве раба в северную часть французской колонии Сан-Доминго. По некоторым данным в 1779 году служил барабанщиком в полку добровольцев Сан-Доминго и принимал участие в осаде Саванны во время Войны за независимость США. Есть сведения, что Кристоф был ранен в этом сражении.
Став взрослым, Кристоф работал каменщиком, матросом, конюхом, официантом и бильярдистом; если это соответствует действительности, то вряд ли Кристоф разбогател на этом, так как большая часть доходов должна была уходить его хозяину. Существует легенда, что он работал управляющим в La Couronne, гостиничном ресторане в городе Кап-Франсе, столице Сан-Доминго, однако документы отеля это не подтверждают. Если он и правда работал управляющим, то, вполне возможно, что там он научился обращаться с «большими белыми» людьми (фр. grand blancs), как называли богатых французских плантаторов. Во всяком случае он женился на дочери совладельца отеля, Марии-Луизе Куадавид. Говорили, что он стал свободным в молодости, ещё до восстания рабов в 1791 году.
Когда в 1791 году началось восстание против колониального господства Франции, Кристоф хорошо показал себя и быстро поднялся до полковника. Он много лет сражался совместно с Туссен-Лувертюром на севере, помогая победить французских колонистов, испанские, британские и, наконец, французские колониальные экспедиции. В конце концов в 1802 году Лувертюр произвёл его в генералы и назначил командующим войсками в Кап-Франсе. В 1802, после высадки на острове французских экспедиционных сил во главе с генералом Леклерком, сложил оружие, однако в дальнейшем присоединился к Жан-Жаку Дессалину и принял участие в борьбе за независимость Гаити.

## Независимое Гаити
После того, как французы захватили и выслали из Гаити Туссен-Лувертюра, они послали армию в 20 тыс. человек под командованием генерала де Рошамбо. Борьбу против французов возглавил Жан-Жак Дессалин. Потеряв более половины войск от эпидемии жёлтой лихорадки и не сумев сломить сопротивление гаитянцев, французы были вынуждены эвакуироваться. В 1804 году Дессалин объявил Гаити независимым государством, а себя — его лидером.

## Военная кампания 1805 года
Когда французские войска в 1803 году оставили западную часть острова, небольшой контингент обосновался в городе Санто-Доминго. К 1805 году французские войска под командованием Мари-Луи Феррана всё ещё находились в восточной части острова (в основном в Санто-Доминго). В этом году Ферран издал приказ о захвате всех чернокожих детей до 14 лет для последующей продажи в рабство. Узнав об этом, Дессалин решил вторгнуться в Санто-Доминго, чтобы прекратить работорговлю. Наступление закончилось неудачно, и в том же году гаитянские войска отступили.
В ходе этого похода Анри Кристоф, один из ближайших подчинённых Дессалина, возглавлял войска, захватившие города Мока и Сантьяго. Адвокат Гаспар де Арредондо-и-Пичардо, очевидец событий, так описывал последствия захвата города Сантьяго войсками Кристофа: «в пресвитерии лежали трупы по меньшей мере сорока детей, а на алтаре лежала жительница Сантьяго, миссис Мануэла Поланко, жена дона Франциско Кампоса, члена совета департамента, который был принесён в жертву в день вторжения и повешен на сводах ратуши с двумя или тремя смертельными ранами». Это событие было одним из нескольких документированных рассказов о зверствах, совершённых генералом Кристофом по приказу Дессалина. Перед отступлением из Санто-Доминго Дессалин отдал приказ собрать всех людей на завоёванных землях, чтобы при первой необходимости их убить, и Кристоф выполнил этот приказ.

## Государство Гаити
В ходе правления Дессалина Кристоф командовал войсками на севере острова, в это время началось строительство цитадели Ла-Ферьер. В 1805 году генерал Николя Жеффрар, командующий войсками на юге, обратился к Кристофу с предложением убить Дессалина; Кристоф присоединился к заговору. Влияние и власть Кристофа на севере были таковы, что Дессалин, хотя и сознавал, что против него назревает оппозиция в высших кругах власти, оказался неспособен что-либо предпринять. В заговоре участвовало большинство генералов Дессалина, в том числе военный и военно-морской министр Этьен Эли Жерен, генерал Александр Петион, генерал Николя Жеффрар и многие другие. 16 октября 1806 года они подписали прокламацию под названием «Сопротивление угнетению», в которой заявили о необходимости свержения правительства Дессалина и провозгласили Кристофа главой Временного правительства Гаити. 17 октября 1806 года Дессалин был убит .
После убийства Дессалина Анри Кристоф, ближайший соратник бывшего императора, рассматривался многими как один из возможных кандидатов на пост правителя. Однако он был негром, и мулаты, которых было много среди верхушки гаитянцев, сделали ставку на Петиона.
В ноябре 1806 года армейские офицеры и землевладельцы, бывшие свободными до революции (фр. anciens libres), — группа, фактически управлявшая Гаити, — избрали учредительное собрание, которому было поручено создать новое правительство. Члены ассамблеи разработали конституцию, которая установила слабое президентство и сильный парламент. В элите преобладали мулаты, поэтому негра Кристофа выбрали в качестве президента, а мулата Петиона — главой парламента. Так впервые появилась основная черта политики Гаити, при которой чёрный лидер служил в качестве главы государства, но основные должности в государстве занимали мулаты. Впоследствии подобная практика получила название «двойственной политики» (фр. politique de doublure), когда в республике был номинальный чернокожий президент, но все решения принимала мулатская верхушка .
Единственным, кому эта система пришлась не по душе, оказался сам Кристоф, который отказывался довольствоваться номинальной должностью. Собрав своих сторонников, он попытался взять Порт-о-Пренс, однако восьмидневная осада и предпринятый штурм города не принесли успеха, главным образом потому, что у Петиона была артиллерия, а у Кристофа — нет. Не сумев взять город, Кристоф отступил к северу, где и основал собственное государство со столицей в Кап-Франсе. Напряжённость и столкновения на границе продолжались в течение всего существования государства Кристофа. В результате остров оказался разделённым на три части - северо-запад под управлением Кристофа, юго-запад под управлением Петиона и восток, который занимали французские войска.
В 1807 была принята конституция Государства Гаити, согласно которой Анри Кристоф назначался пожизненным президентом и главнокомандующим (фр. président et généralissime). Будучи президентом, Кристоф нанимал граждан Великобритании в качестве учителей для развития системы национального образования и привлекал британские инвестиции на Гаити.

## Королевство Гаити
В 1811 году Кристоф объявил государство Гаити королевством и был коронован архиепископом Милота Корнелем Брейлем как Анри I. 28 апреля 1811 года была принята конституция королевства  а 1 апреля 1811 был издан эдикт, утверждающий титул короля Гаити:
|         | Henry, par la grâce de Dieu et la Loi constitutionelle de l'État Roi d'Haïti, Souverain des Îles de la Tortue, Gonâve, et autres îles adjacentes, Destructeur de la tyrannie, Régénérateur et bienfaiteur de la nation haïtienne, Créateur de ses institutions morales, politiques et guerrières, Premier monarque couronné du Nouveau-Monde, Défenseur de la foi, Fondateur de l'ordre royal et militaire de Saint-Henri. |  | Анри, по милости Божией и конституционному закону государства, Король Гаити, Суверен Тортуги, Гонава и других соседних островов, Разрушитель тирании, Возобновитель и Благодетель гаитянской нации, создатель её моральных, политических и военных институтов, Первый коронованный монарх Нового Света, Защитник веры, Основатель Королевского и военного ордена святого Анри. |  |
| {{{3}}} | |  | |  |

Он переименовал Кап-Франсе в Кап-Анри (позже переименован в Кап-Аитьен); назначил своего сына, Жака-Виктора, наследником престола с титулом принца королевства, его второй сын получил титул полковника.

### Внутренняя политика Анри I
Обе части Гаити боролись за увеличение сельскохозяйственного производства, чтобы оправиться от дорогостоящих и разрушительных войн. Перед Кристофом, как и перед Петионом, стояла задача выбрать способ функционирования сельского хозяйства. В своё время Дессалин попытался восстановить принятую при французах систему рабовладельческих плантаций, но неудачно — ранее боровшиеся за освобождение от французов соратники Дессалина, опасаясь народных восстаний, убили императора. На юге Петион решил эту проблему, разделив землю на множество мелких участков, которые в частном порядке обрабатывали свободные крестьяне. Землю начали распределять в 1809 году, когда ряд участков был предоставлен солдатам. Позже Петион ввёл систему, при которой земля свободно распространялась среди граждан республики, а цена продажи государственной земли была снижена настолько, что почти каждый мог позволить себе владеть небольшим участком.
Кристоф поступил иначе. Оставив землю в государственной собственности, Кристоф сохранил большие плантации. Рабочие были законодательно прикреплены к определённой плантации, и в качестве повинности им было вменено работать на плантации. Однако по сравнению со временами Дессалина режим стал более либеральным — рабочие были обязаны трудиться на плантации меньше, чем раньше, а вознаграждение было увеличено до одной четвёртой от собранного урожая. Массовые строительные проекты обеспечивали гарантированной работой практически каждого жителя Северного Гаити. Кроме того, гаитянцам было разрешено выращивать основные культуры для личного потребления на приусадебных участках.
Меры Кристофа привели к значительному увеличению двусторонней торговли с Великобританией (в основном северное Гаити продавало сахарный тростник) и относительному процветанию гаитянской экономики. Кроме того, Кристоф заключил соглашение с Великобританией о том, что Гаити не будет угрожать её карибским колониям; взамен британский флот предупредит Гаити о возможных нападениях французских войск. Подражая «просвещённому абсолютизму» европейских монархов, Анри I создал собрание законов для королевства, Кодекс Анри (фр. Code Anri), созданный под явным влиянием Кодекса Наполеона. Также было развёрнуто масштабное строительство, которой производилось за счёт принудительного труда и не привело к росту государственного долга: было построено шесть замков, восемь дворцов и циклопическая крепость Ла-Ферьер. Крепость вместе с остатками дворца Сан-Суси ныне входят в список Всемирного наследия ЮНЕСКО.

### Дворянство
Будучи королём, Кристоф создал сложную систему дворянских титулов, первоначально состоящую из 4 принцев, 8 герцогов, 22 графов, 40 баронов и 14 шевалье. Также Кристоф основал Геральдическую палату, чтобы обеспечить вновь созданное дворянство гербами. Для своего герба Кристоф выбрал коронованного феникса, восставшего из пламени, и девиз «Я восстаю из пепла» (фр. «Je renais de mes cendres»), по-видимому, в знак возрождения Кап-Анри после того, как он сам сжёг его в 1802 году, чтобы отразить вторжение французской армии. К концу правления Анри I количество дворян в Гаити увеличилось с первоначальных 87 до 134.
В Европе и Америке дворянские титулы Гаити стали предметом насмешек. Титулы герцога де Лимонад (Жюльен Прево, государственный секретарь и министр иностранных дел) и герцога де ла Мармелад (фельдмаршал Пьер Туссен) считались особенно комичными теми, кто не знал, что на самом деле на Гаити существовали такие топонимы, данные предыдущими французскими колонистами. Сейчас Лимонад — это коммуна в Северном департаменте Гаити, Мармелад — коммуна в департаменте Артибонит.

### Попытка Франции вернуть Гаити
Придя к власти, король Людовик XVIII попытался вернуть Сан-Доминго. Парижский договор, ратифицированный 30 мая, признавал Сан-Доминго французским. В октябре 1814 года министры Анри I сделали достоянием гласности французские планы по захвату Гаити, опубликовав бумаги схваченных на острове французских агентов. Северное Гаити сплотилось вокруг Анри I, и, более того, поддержку в Анри I выступили многие за пределами Гаити. С ноября в печатных средствах массовой информации по обеим берегам Атлантики появились перепечатки гаитянских брошюр, газет и открытых писем. Одновременно Анри установил связь с виднейшими английскими аболиционистами. В январе 1815 года он написал письмо Уильяму Уилберфорсу, что способствовало дальнейшему углублению связей между Великобританией и Королевством Гаити. Неизвестно, действительно ли планировалась высадка французских войск на Гаити, но, во всяком случае, она не состоялась.

### Последние годы жизни
Экономическая политика Анри I была намного более успешной, чем политика Петиона. У мелких фермеров было мало стимулов для расширения производства экспортных культур, в своей массе они довольствовались теми продуктами, что выращивали для себя. Кофе из-за относительной лёгкости выращивания стал доминировать в сельском хозяйстве на юге. Уровень производства кофе, однако, не позволял какого-либо существенного экспорта. Сахарный тростник в республике почти не выращивался, и сахарные заводы стали постепенно закрываться. На юге средний житель был бедным, но свободным фермером; на севере — относительно богатым, но прикреплённым к плантации сельскохозяйственным рабочим. Однако стремление к личной свободе побуждало гаитянцев бежать с севера на юг, что всегда было головной болью Кристофа.
Хотя после смерти Петиона в 1818 году Кристоф искал примирения, южная элита, в основном мулаты, отвергла идею подчинения чернокожему. Поскольку Петион, в конце жизни объявивший себя пожизненным президентом умер, не назвав преемника, республиканский сенат выбрал ему на смену бывшего секретаря Петиона и командира президентской гвардии (фр. Garde Présidentielle) генерала Жана-Пьера Буайе, также мулата.
К концу своего правления Кристоф столкнулся с народным недовольством, интригами подчинённых, продолжающейся напряжённостью и столкновениями на границе. Фактически единственной опорой его власти оставалась армия. В августе 1820 года он перенёс инсульт, парализовавший его, что привело к волнениям в государстве. Проведённый на следующий день военный парад, первоначально задумывавшийся как средство пресечения слухов и укрепления власти Кристофа, привёл к тому, что все собравшиеся увидели плачевное состояние короля.
2 октября 1820 года в военном гарнизоне св. Марка начался мятеж, превратившийся в восстание, в котором приняли участие генералы, которые ранее считались лояльными Кристофу. Когда 8 октября 1820 года повстанцы подошли к Сан-Суси, Кристоф приказал слугам одеть себя в военную форму и оставить одного. Кристоф застрелился серебряной пулей, его сын и наследник был убит десятью днями позже
После смерти Анри I президент южного Гаити Жан-Пьер Буайе захватил королевство и объединил Гаити.

## Родственники и наследие
Анри I был похоронен в крепости Ла-Ферьер. Его сын, титулярный король Анри II, был убит, однако его жена с дочерьми смогла сбежать из Гаити. С 1902 до 1908 года президентом Гаити был Пьер Нор Алексис, сын Блезин Жоржес, незаконнорождённой дочери Кристофа. Также прапраправнучка Кристофа Мишель Беннетт была женой президента Гаити Жана-Клода Дювалье.
В год смерти Анри I известный французский поэт-песенник Пьер-Жан Беранже отозвался на гаитянские события стихотворным памфлетом. В 1949 кубинский писатель Алехо Карпентьер издал исторический роман «Царство земное». Роман воскрешает эпизоды правления Анри Кристофа. Роман — под несомненным влиянием афрокубинской мифологии и искусства барокко, с одной стороны, и сюрреалистов, их философии чудесного в повседневном, с другой, — обозначил приход «магического реализма» в латиноамериканскую словесность. В 1963 году Эме Сезер написал пьесу «Смерть короля Кристофа» (фр. «La Mort du Roi Christophe»), главным героем которой стал Анри I.
В современном Гаити Анри Кристоф широко почитается, в основном за свои заслуги во время революции. Его именем называют образовательные учреждения, в Порт-о-Пренсе воздвигнута конная статуя Кристофа.